# Pimpinella gymnosciadium
Pimpinella gymnosciadium är en flockblommig växtart som beskrevs av William Philip Hiern. Pimpinella gymnosciadium ingår i släktet bockrötter, och familjen flockblommiga växter. Inga underarter finns listade i Catalogue of Life.